# Темелский, Христо
Хри́сто Иванов Христов (Теме́лский) (болг. Христо Иванов Христов (Темелски); 20 июля 1948, Севлиево — 11 апреля 2025) — болгарский историк. Директор Церковно-исторического и архивного института при Болгарской патриархии. Автор и составитель более 35 книг, более 600 статей в области болгарской церковной истории.

## Биография
Родился 20 июля 1948 года в Севлиеве. Окончил среднюю школу в своем родном городе, а затем Софийский университет имени святого Климента Охридского по специальности история.
В студенческие годы выбрал историю Болгарской православной церкви в качестве сферы своих научных интересов. В 1975 году была опубликована его первая научная статья.
С 1976 по 1982 годы работал в историческом музее города Севлиево. В 1982 году он защищал диссертацию по Великотырновским монастырям в эпоху Возрождения, став кандидатом исторических наук. С 1982 по 1984 год — заслуженный специалист Софийского университета.
1 января 1985 года поступил работать в Церковно-исторический и архивный институт при Болгарской патриархии. В 1985—1986 годах специализировался в Институте восточных церквей в Регенсбурге, Западная Германия. 27 март 1987 года становится исполняющим обязанности директора Церковно-исторического и архивного института при Болгарской патриархии
В 1989 году получил степень хабилитированного доктора (аналог доктора наук). 1 апреля 1995 года назначен директором Церковно-исторического и архивного института при Болгарской патриархии.
Умер 11 апреля 2025 года после непродолжительной, но тяжёлой болезни.